# Gotthold Ephraim Lessing
Gotthold Ephraim Lessing (født 22. januar 1729, død 15. februar 1781 i Kamenz, Sachsen) var en tysk filosof, forfatter og kunstkritiker. Hans skuespil og teoretiske skrifter havde en stor indflydelse på tysk og vestlig litteratur. Han anses bredt af teaterhistorikere for at være verdens første dramaturg. Mange af oplysningstidens ideer levede i hans forfatterskab, ikke mindst ideen om fornuftens religion og ideen om religiøs tolerance.
Som en ledende repræsentant for den tyske oplysningstid blev han en pioner for borgerskabets nye selvtillid. Derfor kæmpede han også for befrielsen af det spirende borgerskab fra adelens magt. Ideen om frihed – for teatret og for religionen – løber som en rød tråd gennem hele hans liv.
Hans teoretiske skrifter såvel som hans teaterstykker var præget af en vittig-ironisk stil og en præcis polemik. Han brugte gerne dialogformen, som imødekom hans hensigt om altid at se på en sag fra flere sider. Han betragtede ikke sandheden som noget solidt, der besiddes én gang for alle, men som et ideal, som man nærmer sig i en proces, men som man aldrig når fuldstændigt.

## Liv
Lessing blev født 22. januar 1729 i Kamenz (i Sachsen), som søn af ærkediakonen i Kamenz, Johann Gottfried Lessing (1647-1735). Allerede som 5-årig kunne han læse Bibelen. Han var et intelligent barn og lærte hurtigt.
Som 17-årig blev han indskrevet ved universitetet i Leipzig. Efter sin fars ønsker studerede han først teologi. Han mistede dog snart interessen og beskæftigede sig i stedet med poesi og teater. I 1748 skrev han skrev sit første skuespil, Den unge lærde (Der junge Gelehrte).
I 1748 flyttede han til Berlin, hvor han fik arbejde. I 1750 mødte han Voltaire og blev ved den lejlighed påvirket af oplysningstidens tanker. I 1752 mødte han endvidere Moses Mendelssohn, som han blev ven med. Venskabet mellem den kristne Lessing og jøden Mendelssohn er blevet set som et symbol på oplysningstidens opfordring til religiøs tolerance. Venskabet udløste Lessings interesse for datidens religiøse debatter. Han begyndte at udgive pjecer om tro. Da de til sidst blev forbudt, vendte han tilbage til teatret for at skildre sine synspunkter, først og fremmest i skuespillet Nathan den Vise.
Lessing forlod i 1767 Berlin for at arbejde tre år på Hamborgs nye nationalteater. Ejerne hyrede ham som teatrets kritiker af skuespil og skuespil. Dermed blev han verdens første dramaturg.
I 1770 blev han bibliotekar i Wolfenbüttel (ved Braunschweig) ved det hertugelige bibliotek. Her arbejdede han indtil sin død i 1781. Takket være ham kom adskillige manuskripter, der var gemt i biblioteket, frem til offentligheden kendskab, og gennem ham blev byen et centrum for oplysningstiden. Mange af hans tanker opstod på baggrund af et intenst studium af de manuskripter, han fandt i biblioteket.
Lessing døde 15. februar 1781 i Braunschweig.

## Lessing som dramatiker
Tidligt i sit liv viste Lessing interesse for teatret. I sine teoretiske og kritiske skrifter om emnet – som i sine egne skuespil – forsøgte han at bidrage til udviklingen af en ny type teater i Tyskland. Det var ham, der grundlagde modtagelsen af Shakespeare i Tyskland. Hans skrifter indeholdt blandt andet en analyse af den korrekte brug af drama.
Lessing skuespil var prototyper på det senere udviklede borgerlige tyske drama. Forskere ser Frøken Sara Sampson og Emilia Galotti som nogle af de første borgerlige tragedier. Minna af Barnhelm ses som model for mange klassiske tyske komedier, og Nathan den vise ses som det første tyske idédrama. Hans teoretiske skrifter Laocoon og Hamborg Dramaturgi satte standarderne for diskussionen af æstetiske og litterære teoretiske principper.

## Lessing som oplysningsfilosof

### Kritik af Bibelen og kristendommen
I den sidste del af sit liv kastede Lessing sig ud i et intenst studium af teologi og religion. I sine religiøse og filosofiske skrifter forsvarede han den troende kristnes ret til tankefrihed.
Mens han arbejdede som bibliotekar i Wolfenbüttel, fik han et nært venskab med en familie ved navn Reimarus. Familien var i besiddelse af et ikke-offentliggjort manuskript (ved navn Apologi) af Hermann Samuel Reimarus (1649-1768), som havde været professor i Hamborg. I manuskriptet angreb Reimarus med historiske og rationelle argumenter Bibelen og kristendommen med en hidtil uset grundighed og skarphed..
Lessing begyndte nu at udgive brudstykker af manuskriptet i pjecer. For at skjule forfatterens identitet gav han brudstykkerne navnet Fragmenter af en ubekendt fra Wolfenbüttel (ikke Hamborg) (Fragmente eines Wolfenbüttelschen Unbekannten). Udgivelsen førte til voldsomme reaktioner fra kristne kredse og resulterede i den såkaldte "fragmentstrid". Hans modstandere var blandt andre Hamborgs ledende præst Johann Melchior Goeze og en skoledirektør i Hannover ved navn Johann Daniel Schumann. 
Schumann havde som svar på Lessings udgivelser skrevet en pjece, der forfægtede det standpunkt, at kristendommens sandhed kan bevises. Herpå svarede Lessing med sit skrift Om åndens og kraftens bevis (Über den Beweis des Geistes und der Kraft) (1777).
I skriftet fremhæver Lessing, at de undere og opfyldte profetier, som Bibelen taler om, ikke kan opleves på første hånd i 1700-tallet, hvor Lessing lever. De kan kun opleves på anden hånd, dvs. gennem beretninger i Bibelen om disse undere. Disse beretningers sandhed er lige så pålidelig som alle andre historiske ”sandheder.” En historisk sandhed er ikke fuldt ud pålidelig, men har altid en vis grad af usikkerhed, især historiske sandheder om begivenheder, der ligger langt tilbage i tiden. Lessing fortsætter:
”Hvis man ikke kan demonstrere en historisk sandhed, kan man heller ikke demonstrere noget ved historiske sandheder. Det betyder: Tilfældige historiske sandheder kan aldrig blive beviset for nødvendige fornuftssandheder.” 
Men ”historiske sandheder” tænker Lessing blandt andet på Bibelens beretninger om de undere, Jesus gjorde. Disse undere er ikke andet end historiske beretninger om underne, siger Lessing. Derfor kan og må de ikke forpligte én til at tro på de kristne dogmer, som ikke er historiske, men tidløse. Ud fra Bibelens beretninger om underne kan man eksempelvis ikke forpligtes til at tro på dogmet om, at Jesus var Guds søn og havde samme væsen som Gud – især hvis ens fornuft stritter imod at tro på det.
Lessing fastholder, at de kristne dogmer er begrundet i nogle historiske sandheder, som ikke er fuldt ud sikre:
"Ganske vist siges det: ’Jamen netop den Kristus, om hvilken du må indrømme historisk, at han har opvakt døde og selv er opstanden fra døde, han har selv sagt, at Gud har en søn af samme væsen, og at han er denne søn.’
Udmærket. Hvis bare ikke det, at Kristus har sagt dette, ligeledes ikke var mere end historisk sikkert.
Hvis man vil forfølge mig endnu længere og sige: ’Åh jo! Det er mere end historisk sikkert, for inspirerede skribenter, som ikke kan tage fejl, forsikrer det.’
Ja, så er også det, at disse skribenter var inspirerede og ikke kunne tage fejl, desværre kun historisk sikkert. Dét, akkurat dét er den modbydelige brede grøft, som jeg ikke kan komme over, så tit og alvorligt jeg end har prøvet at springe over den. (Das, das ist der garstige breite Graben, über den ich nicht kommen kann, sooft und ernstlich ich auch den Sprung versucht habe.)" 
Det kan altså ikke være de ”historiske sandheder”, som forpligter mennesket til at tro på de kristne dogmer. Det kan kun være disse dogmer selv, siger Lessing. Og disse dogmer kan man forholde sig til ved at bruge sin fornuft.

### Tanker om religiøs tolerance
I Om åndens og kraftens bevis tager Lessing som en af de første fat på spørgsmålet om de historiske problemer ved Bibelen, og skriftet kan ses som en forløber for den historisk-kritiske metode. I sit dramatiske digt Nathan den vise (1779) tager han fat på en anden af oplysningstidens ideer: religiøs tolerance. Stykket er utvivlsomt Lessings mest indflydelsesrige skuespil. Handlingen er henlagt til tiden for det tredje korstog (1189-1192). Temaet i stykket er den sande religion. På et tidspunkt spørger en person den vise Nathan, hvilken religion han mener er den sande. Nathan svarer ved at fortælle den såkaldte ringlignelse (som i hovedtræk er overtaget fra den italienske forfatter Giovanni Boccaccios novellesamling Dekameron fra 1300-tallet):
En far havde en ring, som havde den egenskab, at den gjorde bæreren af den ”behagelig for Gud og mennesker”. Han havde nu tre sønner, som skulle arve ham, men han ønskede ikke at gøre forskel på dem. Derfor fik han en guldsmed til at lave to nøjagtige kopier af ringen, og han testamenterede derefter en ring til hver af de tre sønner. Samtidig forsikrede han hver enkelt om, at netop hans ring var den rigtige.
Efter farens død kom sønnerne op at skændes om, hvilken ring der var den ægte. Sønnerne gik derfor til retten for at afklare spørgsmålet. Dommeren var imidlertid ikke i stand til at afgøre det. Han mindede dog de tre sønner om, at den rigtige ring havde den egenskab, at den gjorde bæreren ”behagelig for Gud og mennesker”. Men da denne virkning åbenbart ikke havde fundet sted for nogen af dem, så kunne det nok kun betyde, at den virkelige ring var gået tabt. Dommeren rådede sønnerne til, at hver af dem skulle tro, at hans ring er den ægte.
De tre ringe (der symboliserer jødedom, kristendom og islam) måtte derfor være lige gode eller lige dårlige. Hver søn havde derfor lov til at tro på, at han havde den ægte ring. På samme måde har ethvert menneske lov til at tro på, at det har den sande religion. Enhver må blive salig i sin tro.
Lignelsen kan forstås således, at Gud elsker alle mennesker lige højt, uanset deres religiøse tilhørsforhold, og at alle religioner er hans værk. Samtidig er det afgørende, at mennesker ikke insisterer på at "eje" den "eneste sande religion", da det gør dem fanatiske og fjendtlige over for andre religioner. Det er kun naturligt, at alle foretrækker den religion, de er opdraget i. Det bør dog ikke føre til, at de hævder deres egen tro som den eneste, der skal velsignes – på bekostning af alle andre former for tro. Enhver ægte religion har i sidste ende sin oprindelse i Gud.
Ringlignelsen er en nøgletekst i oplysningstiden. Den er en tydelig formulering af ideen om religiøs tolerance.

### Tanker om fornuftens religion
I flere skrifter opfordrer Lessing kristne til kritisk at undersøge deres egen religion og at sætte den på niveau med andre religioner. De bør forsøge at finde frem til en fælles kerne i alle religioner. Det sker blandt andet i Frelsen af her. Cardanus (1754), Om elpistikerne (1763) og Menneskehedens uddannelse (1780).
Som et barn af oplysningstiden stolede Lessing på, at den menneskelige fornuft ville udvikle sig, selv uden hjælp fra en guddommelig åbenbaring. I sit skrift Menneskehedens Uddannelse (Die Erziehung des Menschengeschlechts) fra 1780 redegør han udførligt og sammenhængende for sin holdning. I skriftet sammenligner han udviklingen af menneskehedens fornuft med udviklingen af individets fornuft. Derved fremstår Gud som en slags „uddanner“ af menneskeheden. Denne uddannelse foregår, som al uddannelse, i faser. Lessing nævner tre hovedfaser:
1)	I den første fase sker uddannelsen gennem umiddelbare fysiske belønninger og straffe. Det svarer til Det Gamle Testamente.
2)	I den anden fase sker uddannelsen gennem læren om sjælens udødelighed, og løn og straf flyttes til det hinsides. Det svarer til Det Nye Testamente.
3)	I den tredje fase vil der ikke være flere belønninger og straffe, fordi den menneskelige fornuft er så udviklet, at mennesket vil „gøre det gode, fordi det er det gode.“ 
Lessing skelner mellem ”åbenbaring” og ”fornuft”. Åbenbaringen kommer ”udefra”, fra en overjordisk Gud. Fornuften kommer ”indefra”, fra noget i mennesket, som kan kaldes en ”indre Gud”. Åbenbaring og fornuft hænger sammen på den måde, at den guddommelige åbenbaring er et udtryk for den menneskelige fornufts udviklingstrin på ethvert givet tidspunkt i den historiske udvikling. Jo mindre fornuften har udviklet sig, jo mere er åbenbaringen nødvendig. For eksempel åbenbarede Gud sig ved Moses og Moseloven på Det Gamle Testamentes tid. Moses´ mission passede til det israelitiske folks viden, evner og tilbøjeligheder på daværende tidspunkt. For eksempel lærte han kun om løn og straffe, der vedrørte det jordiske liv.
Åbenbaring er således fornuftens ”endnu ikke”. Lessing var overbevist om, at der hele tiden sker en positiv udvikling af menneskeheden fra en nuværende ufuldkommenhed frem mod en fremtidig fuldkommenhed. Der er dog tale om en meget langsom udvikling. Både Det Gamle Testamente og Det Nye Testamente passer for eksempel til de troende, "følelsesmæssige kristne", som endnu ikke er åbne for fornuftens tale.
Et vigtigt øjeblik i Menneskehedens Uddannelse kommer til sidst, hvor ideen om reinkarnation for første gang i det kristne Europa fremstår som en ønskelig måde at tænke på. Reinkarnation, som i hinduismen og buddhismen har været nedsænket i et negativt livssyn - Livet lider (Buddha) - kommer her frem som en positiv mulighed – helt i overensstemmelse med den udviklingsoptimisme, der gennemtrænger skriftet.
Lessing åbner muligheden for, at det ikke blot er menneskeheden som sådan, der gennemgår udviklingen gennem de tre faser, men også hvert enkelt menneske – gennem mange liv:
”Hvorfor kunne hvert enkelt menneske ikke have været til stede i denne verden mere end én gang?“”Hvorfor skulle jeg ikke komme tilbage så ofte, jeg kan tilegne mig ny viden, nye færdigheder?“ 

## Værker af Lessing
- Den unge lærde (komedie) (1747)
- Frelsen af her. Cardanus (1754)
- Frøken Sara Sampson (tragedie) (1755)
- Filotas (tragedie) (1759)
- Om elpistikerne (1763)
- Minna von Barnhelm (komedie) (1767)
- Emilia Galotti (tragedie) (1772)
- Om åndens og kraftens bevis (1777)
- Anti-Goeze (1778)
- Nathan den vise (dramatisk digt) (1779)
- Menneskehedens uddannelse (1780)

## Eksterne kilder
- Wikimedia Commons har flere filer relateret til Gotthold Ephraim Lessing
- Biografi på deutsche-biographie.de (tysk)